# Heteropogon martini
Heteropogon martini là một loài ruồi trong họ Asilidae. Heteropogon martini được Wilcox miêu tả năm 1965. Loài này phân bố ở vùng Tân Bắc giới.